# José Serrano
José Enrique Serrano (Mayagüez, 24 d'octubre de 1943) és un polític americà, membre de la Cambra de Representants dels Estats Units des del 1990. Serrano, membre del Partit Demòcrata de Nova York, representa un dels districte més petits del país, que té només uns pocs quilòmetres quadrats molt poblats del Bronx Sud de Nova York. El seu districte és també un dels més densament poblats i un dels pocs amb majoria hispana de tot el país. El districte ha anat canviant de nombre. Va ser el Districte 18 entre 1990 i 1993. Posteriorment va ser el Districte 16 entre 1993 i 2013. Des d'aleshores ha estat el Districte 15.

## Primers anys, educació i servei militar
Serrano va néixer a Mayagüez, Puerto Rico. A l'edat de 7 anys, Serrano es va traslladar amb la seva família al Bronx, on va créixer a les cases Millbrook. Serrano va estudiar a la Grace Dodge Vocational High School del Bronx i posteriorment va assitiar a l'escola universitària Lehman College. Va servir en braç mèdic de l'Exèrcit dels Estats Units entre 1964 i 1966.

## Assemblea de Nova York
Va ser membre de l'Assemblea de Nova York entre 1975 i 1990, a les legislatures estatals 181, 182, 183, 184, 185, 186, 187 i 188 de Nova York. Va representar el Districte 75 fins al 1982, i el Districte 73 a partir de 1983. Va ser president de la Comissió d'Afers del Consumidor i de la Comissió d'Educació.

## Cambra de Representants

### Eleccions
El 1990, Serrano va guanyar amb el 92% dels vots, unes eleccions especials a la vacant deixada per la dimissió del Congressista Robert García. Mai ha guanyat cap reelecció amb menys del 92% dels vots, en el que es considera un dels seients més segurs del Congrés.
El 2004, el Congressista Serrano es va enfrontar al desafiament electoral de Jose Serrano, un ex-treballador del moll de càrrega a l'atur amb el mateix nom que finalment es va retirar de la carrera electoral el mes de juliol.

### Tinença
Serrano ha donat suport a iniciatives per resoldre el problema de l'estatus polític de Puerto Rico, incloent el Young Bill de 1998, del qual en va ser coautor, i l'informe del 22 de desembre de 2005 President's Task Force on Puerto Rico's Status, que recomana que al Congrés proporcionar una oportunitat als residents a Puerto Rico per votar a favor o en contra del seu estat actual, el qual es descrit a l'informe com un territori no incorporat dels Estats Units i Serrano el descriu com una colònia dels Estats Units.
Serrano va presentar un projecte de llei, l'HR 900, juntament amb el Comissionat Resident de Puerto Rico Luis Fortuño, co-patrocinat per 129 congressistes del Partit Demòcrata i del Partit Republicà, per autoritzar un referèndum per l'any 2009.
Com a membre del Caucus Progressista, està àmpliament considerat un dels membres més progressistes del congres. Ha estat interrogat sobre l'ús dels seus fons com a congressista per alguns fiscals conservadors del congrés. El congressista d'Arizona Jeff Flake va dir una vegada sobre un fons reservat de Serrano de 150.000 dòlars per reparar la teulada del Mercat Pública de l'Avinguda Arthur (un mercat històric de menjar preparat de Little Italy, al Bronx): "Jo dira que aquest és un cannoli del que el contribuent no en vol fer ni un mos." Serrano va replicar: "Quan més hi insisteix, senyor, més m'adono de que vostè no sap del que està parlant. Jo no m'he d'excusar del fet de destinar diners al districte més pobre de la nació, el qual està situat a la ciutat més rica del món."
El 8 de novembre de 2005, va ser un dels 3 membres que van votar a favor de la retirada immediata de les tropes de l'Iraq. Els altres dos vots van ser de Cynthia McKinney de Georgia i de Robert Wexler de Florida.
El 1997, 1999, 2001, 2003, 2005, 2007, 2009 i 2011, Serrano va presentar resolucions proposant una esmena a la Constitució dels Estats Units per derogar la Vint-i-dosena esmena, per eliminar el nombre de vegades que un individu pot servir com a President. Cada resolució, excepte l'actual, va morir sense tan sols superar el comitè. El 3 de gener de 2013, Serrano va tornar proposar derogar la Vint-i-dosena esmena de la Constitució. Això s'ha rebut molt negativament a les xarxes socials, inclosa una afluència de comentaris anomenats "d'odi" a la seva pàgina de Facebook.
Serrano ha prestat atenció als problemes ambientals de Nova York, amb un enfocament particular en la construcció de vies verdes, l'adquisició de zones verdes i la neteja del riu Bronx, el qual travessa el seu districte. Recentment s'ha descobert un castor nedant pel riu per primera vegada en 200 anys, quelcom vist com el resultat dels seus esforços. El 2007, va dirigir la compra de l'última illa de propietat privada al port de Nova York-sud, l'illa South Brother, per destinar-la a perpetuïtat per la ciutat de Nova York com a refugi de vida silvestre per a aus rares de ribera.
Serrano va ser crític amb l'enfocament de l'administració Bush sobre la gestió del President Hugo Chávez de Veneçuela. El 2005, mentre el president de Veneçuela estava a Nova York parlant davant de les Nacions Unides, el va convidar al seu districte per parlar amb el seu electorat..
Serrano és un dels tres congressistes de l'àrea de Nova York que forma part del Comitè de Crèdits de la Cambra de Representants, sent els altres Nita Lowey del Districte 18 i Steve Israel del Districte 3. En l'actualitat és membre d'alt nivell del Subcomitè d'Assignacions de Serveis Financers, havent servit prèviament com a president. Com a president, va dirigir amb èxit la inclusió de la llengua en la llei de despeses òmnibus de 2.007, que garanteix l'ampliació del programa dels Quarts de dòlar dels 50 estats per incloure l'encunyació de 6 cambres addicionals per honorar al Districte de Columbia i als 5 territoris dels Estats Units, incloent Puerto Rico, la terra nativa de Serrano .
Serrano també ha estat advocat defensor dels porto-riquenys sota persecució de l'FBI. El maig de 2000, va negociar un acord amb el llavors director de l'FBI, Louis Freeh, el llavors senador del Partit Independentista Porto-riqueny Manuel Rodríguez Orellana i el president del Comitè d'Afers Federals del Senat de Puerto Rico Kenneth McClintock, amb el resultat de la desclassificació de prop de 100.000 pàgines d'arxius prèviament secrets de l'FBI sobre activistes polítics porto-riquenys.
Arran de la mort d'Hugo Chávez, el representant Serrano va escriure les seves condolències a Chávez a través de Twitter a qui va descriure com un líder que "entén les necessitats dels pobres. Estava compromès a capacitar els impotents. RIP Sr. President." No obstant això, els comentaris van generar polèmica amb alguns tuiters i comentaristes polítics i van provocar una resposta per part del Comitè Nacional Republicà que descriu el tuit de Serrano com a "simplement insultant que un congressista demòcrata faci lloança del governant autoritari Hugo Chávez."

### Assignacions del Comitè
- Comité de Crédits
  - Subcomité de Comerç, Justicia, Ciència i Agències relacionades
  - Subcomité de Serveis Financer i Govern general
  - Subcomité d'Interior, Medi ambient i Agències relacionades

### Membre del Caucus
- Caucus Hispànic del Congrés (Copresident)
- Caucus Progressista del Congrés
- Causus de Conservació International
- Caucus d'Arts del Congrés

### Direcció del partit
- Cap del grup parlamentari

## Vida personal
El fill de Serrano, José Marco Serrano, és membre del Senat de Nova York. A més de José Marco, Serrano té 4 fills més.